# Krzyż Bojowych Zasług
Krzyż Bojowych Zasług (ukr. Хрест бойових заслуг) – ukraińskie wysokie wojskowe odznaczenie państwowe, należące do odznak Prezydenta Ukrainy. Zostało ustanowione 5 maja 2022 roku w trakcie inwazji Rosji na Ukrainę. Nadawane jest przez Prezydenta Ukrainy żołnierzom Sił Zbrojnych Ukrainy oraz innych służb mundurowych za wybitne czyny wymagające odwagi w misjach bojowych przeciwko wrogowi lub za wybitne osiągnięcia w dowodzeniu wojskami podczas działań wojennych.

## Historia
Krzyż został ustanowiony Dekretem Prezydenta Ukrainy nr 314/2022 z dnia 5 maja 2022 roku przez Wołodymyra Zełenskiego w trakcie trwania inwazji Rosji na Ukrainę. 
Krzyż po raz pierwszy nadano 6 maja 2022 roku, pierwszym odznaczonym został naczelny dowódca Sił Zbrojnych Ukrainy gen. Wałerij Załużny. Poza nim tego dnia Krzyż nadano jeszcze 4 osobom, w tym jednej kobiecie.

## Zasady nadawania
Odznaka przyznawana jest członkom Sił Zbrojnych Ukrainy i innych formacji wojskowych, zarówno obywatelom Ukrainy, jak i cudzoziemcom i bezpaństwowcom, za:
1. wykazanie się wybitną osobistą odwagą i męstwem lub wybitnym bohaterskim czynem podczas misji bojowej w warunkach zagrożenia życia przy bezpośredniej konfrontacji z wrogiem;
2. wybitne dowodzenie siłami zbrojnymi podczas działań wojennych.

Może być nadany także pośmiertnie. Krzyż Bojowych Zasług jest jednostopniowy i może być nadany tej samej osobie najwyżej trzykrotnie.
Odznaczony otrzymuje odznakę w etui wraz z miniaturą i baretką oraz dyplomem. Przy kolejnym nadaniu wręczane jest okucie w formie srebrnej lub złotej gałązki dębu wraz z etui, baretką i dyplomem z dodaną adnotacją pod nazwą odznaczenia (Срібна дубова гілка) lub (Золота дубова гілка).

## Opis odznaki

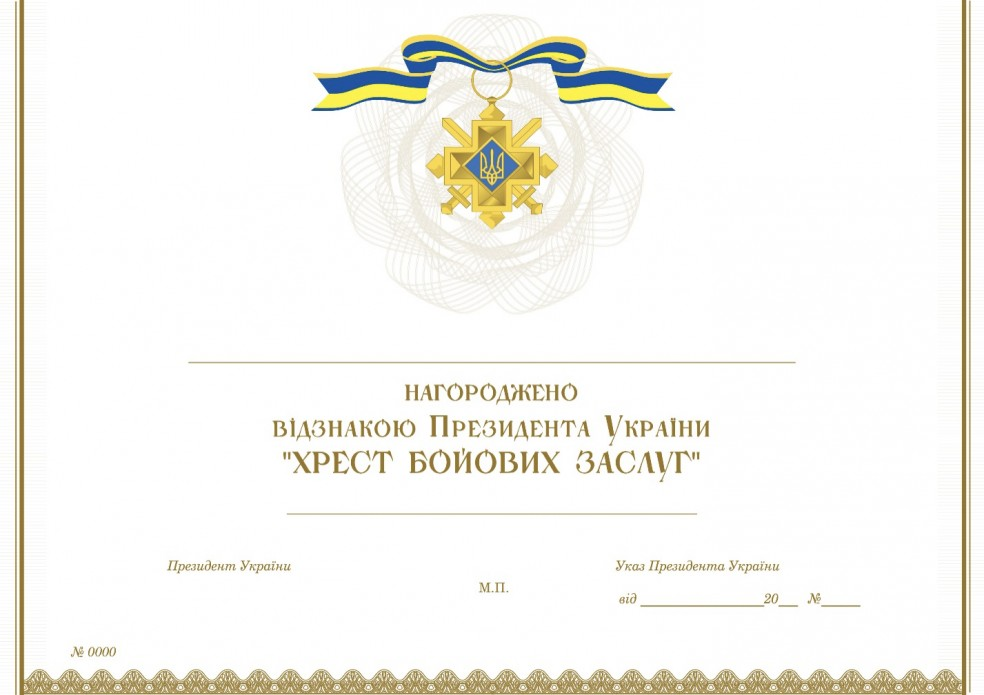
Wzór dyplomu wręczanego wraz z odznaczeniem (po raz pierwszy)

Odznaka swoim wyglądem nawiązuje do Krzyża Bojowej Zasługi ustanowionego przez Ukraińską Główną Radę Wyzwoleńczą w 1944 roku. W przeciwieństwie do pierwowzoru Krzyż Bojowych Zasług jest jednostopniowy, miecze na odznace zwrócone są ostrzami ku górze na znak zwycięstwa, a sama odznaka zawieszana jest na wstążce w kolorach ukraińskiej flagi .
Odznaka Krzyża Bojowych Zasług ma wymiary 40 × 40 mm i wykonana jest z pozłacanego srebra. Stanowi ją krzyż grecki z pięciokątnym zakończeniami ramion, pod który podłożone są dwa skrzyżowane ze sobą, skierowane głowniami ku górze, miecze. Ramiona krzyża są fasetowane, na środku krzyża znajduje się pole w kształcie rombu pokryte niebieską emalią ze złotym godłem „Książęcego Państwa Włodzimierza Wielkiego”. Rewers krzyża jest gładki z wygrawerowanym numerem odznaczenia. Odznaka za pomocą pierścienia zawieszana jest na wstążce.
Wstążka wykonana jest z jedwabnej mory szerokości 28 mm w podłużne paski: złoty szerokości 3 mm, niebieski szerokości 11 mm, żółty szerokości 11 mm i niebieski szerokości 3 mm. Do wstążki Krzyża Bojowych Zasług nadanego po raz drugi doczepia się okucie w formie srebrnej gałązki dębu, zaś do Krzyża nadawanego po raz trzeci doczepiona jest gałązka dębu wykonana z pozłacanego srebra.
Odznakę można zastąpić baretką (na mundurze) lub miniaturą (na ubraniach cywilnych). Baretka odznaczenia stanowi metalowa blaszka o wymiarach 28 × 12 mm z naciągniętą na nią wstążką odznaczenia. Na baretkach kolejnych nadań doczepione są pośrodku pojedyncze, czworoboczne gwiazdki wielkości 10 mm wykonane odpowiednio ze srebra lub pozłacanego srebra. Miniaturę stanowi pomniejszony wizerunek odznaki Krzyża wykonanej z żółtego metalu i ma wymiary 17 × 17 mm.
Krzyż Bojowych Zasług lub jego miniatura czy baretka noszony jest na lewej piersi po odznakach tytułu Bohater Ukrainy – Orderze Złotej Gwiazdy i Orderze Państwa, a przed Orderem Wolności i pozostałymi odznaczeniami państwowymi. W przypadku kilkukrotnego nadania nosi się jedną odznakę z najwyższą nadaną gałązką, a w przypadku baretek również tylko tą najwyższej krotności nadania.